# Манесье, Альфред
Альфред Манесье (фр. Alfred Manessier, 5 декабря 1911 года, Сент-Уэн, департамент Сомма — 1 августа 1993 года, Орлеан) — французский художник и график Новой Парижской школы.

## Биография и творчество

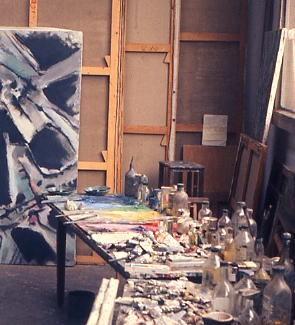
Мастерская художника в Эмансе, 1969 год

Учился в художественной школе в Амьене, в Национальной высшей школе изящных искусств в Париже. В молодости прошёл через увлечение кубизмом, сюрреализмом, фовизмом, вместе с тем учась у старых мастеров и у корифеев импрессионизма (Тинторетто, Тициан, Рембрандт, Коро, Моне, Ренуар). В 1943 году пережил религиозное обращение. Посвятил себя нефигуративной живописи, занимался витражным и гобеленным искусством, обращаясь к религиозным сюжетам, пейзажным мотивам (прежде всего — речным и морским видам).
28 июля 1993 года стал жертвой автомобильной катастрофы, от последствий которой через несколько дней скончался.

## Избранные произведения
- Salve Regina (1945)
- La construction de l’Arche (1947)
- Le Christ à la colonne(1948)
- La Passion selon Saint Matthieu (1948)
- Espace matinal (1949)
- La forêt en janvier (1949)
- La couronne d’épines (1950)
- Passion de Notre Seigneur Jésus-Christ (1952)
- La nuit de Gethsémani (1952)
- Les signaux marins (1952)
- Recueillement nocturne (1952)
- Mer du Nord (1954)
- Morte-eau (1954)
- Petit paysage hollandais (1956)
- Requiem pour novembre 56 (1956)
- La 6e heure (1957—1958)
- Espace sous-marin (1964)
- Hommage à Miguel de Unamuno (1965)
- Chant grégorien (1963—1969)
- Hymne à la joie (1966)
- La joie (1968)
- Hommage à Martin Luther King (1968)
- Le chenal, port de Hourdel (1970)
- Le Procès de Burgos (1970—1971)
- Joie champêtre (1974)
- Concerto en orange (1979)
- Souvenir de la baie de Somme (1979)
- L’accueil (1984)
- Passions (1986)
- Hortillonnages (1989)
- Notre amie la mort selon Mozart (1993)

Манесье принадлежат витражи в церквах Франции, Швейцарии, Германии, Испании (Париж, Арль, Шартр, Мец, Верден, Базель, Фрибур, Грюйер, Берлин, Кёльн, Бремен, Эссен и др.).

## Признание
Первая премия Биеннале в Сан-Паулу (1953), Большая премия Института Карнеги в Питтсбурге (1955), Большая премия Венецианской биеннале (1962). О художнике снят документальный фильм Жерара Рейналя «Дары Альфреда Манесье» (1992).